# Mezoderm

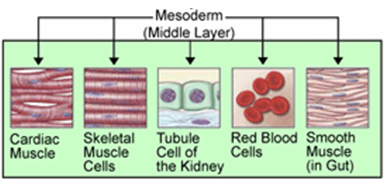
Ţesuturi derivate din mezoderm

Mezodermul este foița din cadrul dezvoltării embrionului care se află între ectoderm (foița externă) și endoderm (foița internă)  și este prezent la animalele bilateriane. Mezodermul formează mezenchimul și mezoteliul.